# Casa Schneider Hernández
La Casa Schneider Hernández o Palacio Schneider fue un edificio ubicado en la comuna de Providencia, Santiago de Chile.
Construido en 1914 en una antigua quinta sobre la cual se encuentra la actual avenida Vicuña Mackenna. La casa fue construida como residencia de María Hernández Suánez de Schneider, de la cual deriva su nombre. Dentro de sus características arquitectónicas, destacaba por su fachada y una alta torre que contaba con una aguja, terrazas y pórticos.
En 1969, el edificio fue comprado por el Comité Olímpico de Chile, donde fue ubicada su sede por varias décadas. En los últimos años, fue ocupado por una sede de la Universidad Pedro de Valdivia.
El 8 de noviembre de 2019, luego de una masiva manifestación en Plaza Baquedano en el marco de las protestas de 2019, el edificio fue atacado por manifestantes y quemado en su totalidad.Mientras bomberos apagaba el incendio se derrumbó la cornisa y la mansarda, y terminó destruido todo el interior del palacio.